# Extrêmement fort et incroyablement près
Pour l’article homonyme, voir Extrêmement fort et incroyablement près (film).
Extrêmement fort et incroyablement près (titre en anglais original : Extremely Loud and Incredibly Close) est le deuxième roman de l'écrivain américain Jonathan Safran Foer.
Sorti dans sa langue d'origine le 4 avril 2005 aux États-Unis, il est traduit en français par les traducteurs Jacqueline Huet et Jean-Pierre Carasso en 2006.

## Intrigue
Un jeune new-yorkais de neuf ans, Oskar Schell, dont le père est mort un an plus tôt dans les attentats du 11 septembre 2001, part à la recherche de la signification d'une clé laissée par son père dans un vase.

## Adaptation
Une adaptation au cinéma, du même nom, a été réalisée par Stephen Daldry, avec le jeune Thomas Horn (vainqueur de la version pour enfant du jeu télévisé américain Jeopardy!) dans le rôle principal, Max von Sydow dans le rôle du « locataire », Tom Hanks et Sandra Bullock dans celui des parents, John Goodman dans celui du concierge de l'immeuble, Viola Davis et Jeffrey Wright.

## Comparaison
Nicole Krauss, épouse de l'auteur, publie en 2005 L'Histoire de l'amour, sur un thème proche. Le roman reçoit en 2008 le William Saroyan International Prize for Writing (en).